# Стоядинов, Андреа
Андреа Стоядинов (серб. Андреа Стојадинов; род. 20 июня 2000) — сербская дзюдоистка, выступающая в весовой категории до 48 кг. Трёхкратный призёр чемпионатов Европы. Участница II Европейских игр 2019 года.

## Биография
Андреа Стоядинов родилась 20 июня 2000 года.

## Карьера
Представляла Сербию на Средиземноморских играх 2018 года. В том же году завоевала золотую медаль в весовой категории до 48 кг среди женщин на чемпионате Европы по дзюдо среди спортсменов до 23 лет
В 2019 году Стоядинов представляла Сербию на Европейских играх, проходивших в Минске. Участвовала в соревнованиях среди женщин в весовой категории до 48 кг, где во втором поединке уступила Марусе Стангар из Словении.
В 2020 году на чемпионате Европы в Праге стала серебряной медалисткой. В финальной схватке уступила сопернице из Франции Ширин Букли.
В 2023 году на турнире серии Большого шлема в Ташкенте в категории до 48 кг стала победительницей. 
Весной 2024 года на предолимпийском чемпионате Европы, который состоялся в Загребе, в смешанном командном турнире в составе Сербии завоевала бронзовую медаль.
В апреле 2025 года на чемпионате Европы в Подгорице в весовой категории до 48 кг завоевала бронзовую медаль. В схватке за третье место победила соперницу из Испании Лауру Мартинес.